# Tipula (Yamatotipula) setosipennis
Tipula (Yamatotipula) setosipennis is een tweevleugelige uit de familie langpootmuggen (Tipulidae). De soort komt voor in het Afrotropisch gebied.